# Protestos na Etiópia em 2016
Protestos na Etiópia em 2016 são protestos que iniciaram-se em 5 de agosto de 2016 na Etiópia após a chamada de grupos de oposição. Os manifestantes exigiram reformas políticas e sociais, incluindo um fim a abusos de direitos humanos (entre os quais estavam assassinatos de civis do governo, prisões em massa, expropriações de terra e marginalização de grupos de oposição política). O governo respondeu restringindo o acesso à Internet e atacando e prendendo os manifestantes.
Em três dias, até o dia 8 de agosto de 2016, a Reuters informou que pelo menos 90 manifestantes foram mortos pelas forças de segurança etíopes, marcando a repressão mais violenta contra manifestantes na África subsaariana desde que pelo menos 75 pessoas morreram em protestos na região de Oromia, na Etiópia, em novembro e dezembro de 2015. 
Segundo a Human Rights Watch, estima-se que pelo menos 500 pessoas tenham sido mortas até outubro de 2016.